# Deburu
Doburu - é a comida ritual dos Orixás Obaluaiê e Omolu, é o milho de pipoca estourado em uma panela, em alguns lugares com óleo (dende), em outros com areia. Nesse último caso, é preciso peneirar a areia dessa pipoca depois de pronta. Ao final, a pipoca é colocada em um alguidar (vasilha de barro) e enfeitada com pedacinhos de coco.